# Paul Graetz (acteur)
Pour les articles homonymes, voir Graetz et Paul Graetz.
Paul Graetz, né le 2 juillet 1890 à Glogau (Allemagne) et mort le 16 février 1937  à Hollywood, est un acteur allemand qui a travaillé pour le théâtre et le cinéma.

## Biographie
Paul Graetz est mort d'une crise cardiaque en février 1937.

## Filmographie partielle
- 1919 : Der Galeerensträfling de Rochus Gliese et Paul Wegener
- 1919 : La Tasse jaune (Die Gelbe Fratze) de Martin Zickel
- 1920 : Maria Magdalene de Reinhold Schünzel
- 1920 : La Princesse du Nil (Die Prinzessin vom Nil) de Martin Zickel
- 1920 : Les Noces de Figaro (Figaros Hochzeit) de Max Mack
- 1920 : Sumurun d'Ernst Lubitsch
- 1920 : Weltbrand d'Urban Gad
- 1921 : La Maison lunaire (Das Haus zum Mond) de Karl Heinz Martin
- 1921 : Sehnsucht de Friedrich Wilhelm Murnau
- 1921 : La Chatte des montagnes (Die Bergkatze) d'Ernst Lubitsch : Zofano
- 1921 : Le Livre noir d’un commissaire de police, 2e partie (Aus dem Schwarzbuch eines Polizeikommissars, 2. Teil: Verbrechen aus Leidenschaft) d'Alfred Halm et Emmerich Hanus
- 1922 : Monna Vanna
- 1922 : Sie und die Drei
- 1922 : Ihr schlechter Ruf
- 1923 : Die Fledermaus
- 1923 : Tragödie der Liebe
- 1923 : Ein Weib, ein Tier, ein Diamant
- 1923 : I.N.R.I.
- 1924 : Soll und Haben
- 1924 : Dr. Wislizenus
- 1926 : Die drei Mannequins
- 1926 : Küssen ist keine Sünd
- 1926 : Die Warenhausprinzessin
- 1927 : Die indiskrete Frau
- 1927 : Le Grand Saut (Der große Sprung) d'Arnold Fanck : Paule
- 1927 : Der Meister der Welt
- 1927 : Eine tolle Nacht
- 1928 : Der Kampf ums Matterhorn
- 1928 : Moral
- 1928 : Ein Tag Film
- 1929 : Trust der Diebe
- 1929 : Die Schleiertänzerin
- 1930 : Wien, du Stadt der Lieder
- 1931 : Les Monts en flammes
- 1931 : Das gelbe Haus des King-Fu
- 1931 : Gesangverein Sorgenfrei
- 1931 : Mary d'Alfred Hitchcock
- 1931 : Red Wagon
- 1934 : Blossom Time
- 1934 : Murder at Monte Carlo
- 1934 : Le Juif Süss (Jud Süß) de Lothar Mendes : Landauer
- 1935 : Bulldog Jack
- 1935 : Car of Dreams
- 1935 : Heart's Desire
- 1935 : Mimi
- 1935 : Mr. Cohen Takes a Walk
- 1936 : L'Île de la furie (Isle of Fury) de Frank McDonald : Capitaine Deever
- 1936 : Public Enemy's Wife